# Elizabeth Gillies
Elizabeth Egan Gillies, detta Liz (Haworth, 26 luglio 1993), è un'attrice, cantante e ballerina statunitense. La sua prima apparizione televisiva è stata in The Black Donnellys. Dal 2010 al 2013, ha interpretato Jade West nella serie Nickelodeon, Victorious. Ha avuto un ruolo principale nella serie comica FX, Sex & Drugs & Rock & Roll. Dal 2017, Gillies ha interpretato Fallon Carrington nella serie The CW, Dynasty, un riavvio dell'omonima serie degli anni ottanta.
Gillies ha fatto il suo debutto a Broadway all'età di 15 anni nel musical 13, interpretando il personaggio di Lucy. È anche apparsa in alcuni film, tra cui Animal - Il segreto della foresta e Come ti rovino le vacanze.

## Biografia
Elizabeth Gillies è nata a Haworth, nel New Jersey. Ha un fratello minore, nato nel 1996. Gillies ha dichiarato di essere in parte irlandese e di avere una nonna e una bisnonna italiana.
L'8 agosto 2020 si è sposata con il compositore Michael Corcoran, conosciuto sul set di Victorious.

## Carriera

### 1993–2007
La carriera di attrice della Gillies è iniziata all'età di 12 anni, quando ha iniziato a recitare in casting locali. Ha rapidamente iniziato ad apparire in spot pubblicitari per aziende come Virgin Mobile.
Il suo primo ruolo televisivo è stato come personaggio ricorrente in The Black Donnellys. Ha dichiarato che non le era permesso di vedere lo spettacolo completo nella sua interezza perché i suoi genitori sentivano che non era appropriato per lei in quel momento. È apparsa in tre episodi.
Nel 2008, ha recitato in piccoli ruoli in The Clique, Harold e Locker 514. Quell'anno è stata anche scelta per il ruolo di Lucy in una produzione di Goodspeed del nuovo musical di Jason Robert Brown, 13, insieme alla sua futura co-protagonista, Ariana Grande. Più tardi quell'anno, 13 si trasferirono a Broadway, il che lo rese la prima produzione di Broadway ad avere un cast e una band interamente composti da giovane.
Gillies rimase con la produzione fino alla sua chiusura il 4 gennaio 2009.

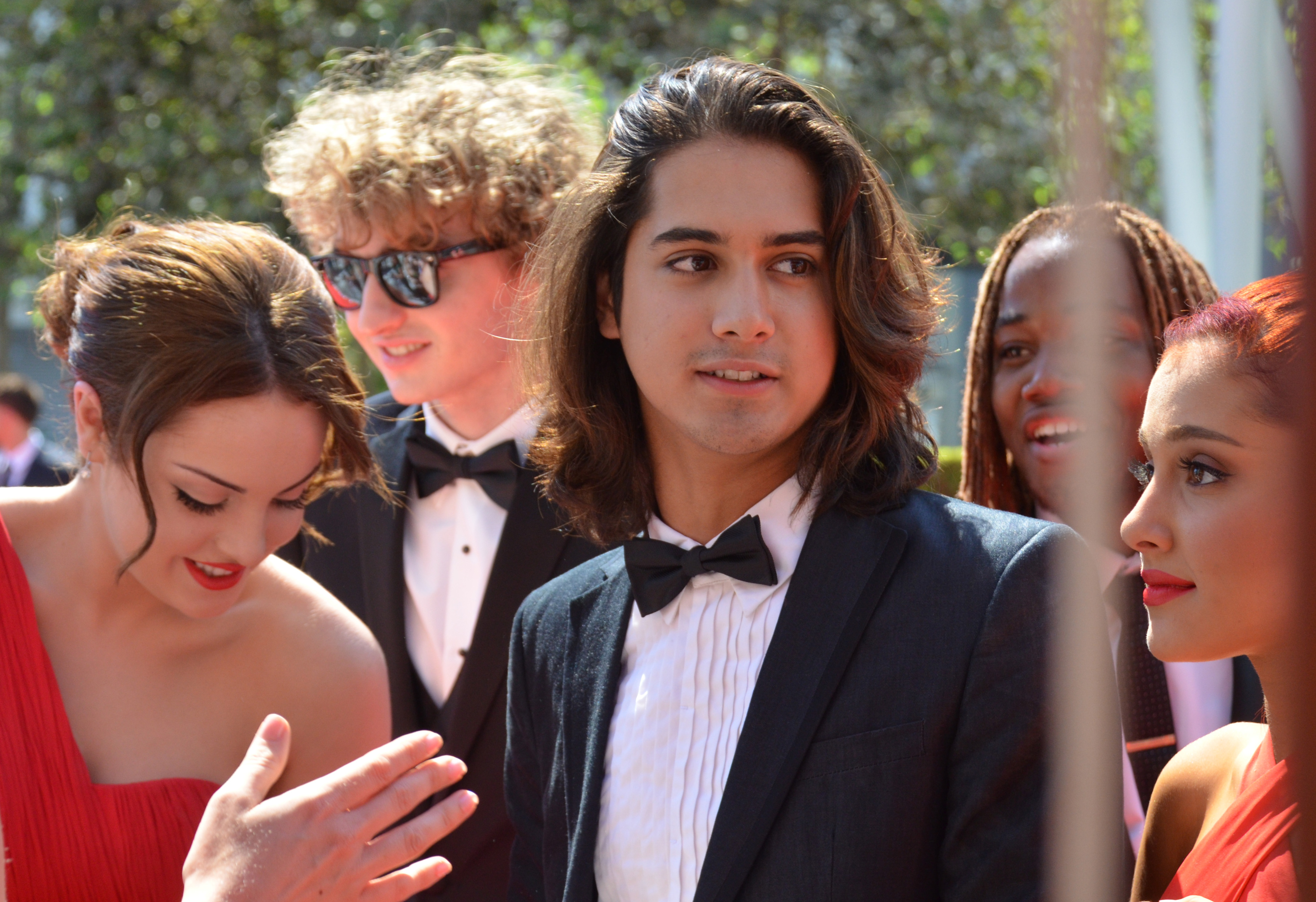
Nel 2012 con il cast di Victorious

### 2010–2014
Nel 2010, Gillies è stata scelta per interpretare il ruolo della cattiva ragazza e dell'antagonista occasionale Jade West nello show televisivo Nickelodeon, Victorious, una sitcom che ruota attorno agli adolescenti in un liceo di arti dello spettacolo a Hollywood. Questo ha segnato la sua seconda volta al fianco della co-star di 13, Ariana Grande. Per quanto riguarda il suo personaggio Victorious, Gillies ha detto "È meraviglioso. Adoro interpretare Jade. Dico sempre che non è tanto la ragazza "cattiva", ma la ragazza "cattiva" in molti modi. Ha molte qualità umane per lei, non è solo completamente sociopatica. È dolce con il suo ragazzo. È bello interpretare un personaggio con una certa profondità." Lo spettacolo è stato presentato in anteprima il 27 marzo 2010. Gillies è apparsa in diverse canzoni delle colonne sonore Victorious e Victorious 2.0, tra cui "Give It Up" (duetto con Ariana Grande) e "Take a Hint" (duetto con Victoria Justice). Ha anche scritto e registrato la canzone "You Don't Know Me" per un episodio di Victorious, ed è stata successivamente pubblicata su Victorious 3.0.
Ha prestato il suo talento ad altri spettacoli di Nickelodeon, doppiando il personaggio di Daphne nella serie animata Winx Club e registrando la canzone ufficiale di Winx Club, "We Are Believix". È apparsa anche in un episodio di Big Time Rush e come concorrente di BrainSurge e Figure It Out.
A partire dal 2012, Gillies ha iniziato a recitare in piccoli ruoli fuori da Nickelodeon. Apparizioni notevoli includono White Collar e The Exes. Nel luglio 2012, è stato riferito che Gillies stava lavorando ad un album rock alternativo. Victorious è terminato il 2 febbraio 2013, dopo quattro stagioni. In seguito alla cancellazione della serie, Gillies si è presa un po' di tempo libero dalla recitazione.
Nel 2013, è stata scelta come Courtney nell'adattamento musicale di Jawbreaker e ha partecipato a una lettura dello spettacolo a Manhattan. Il musical non è stato portato a Broadway. Il 10 dicembre 2013, Gillies ha registrato un duetto con Ariana Grande chiamato "Santa Baby" per l'album di Natale Christmas Kisses della Grande.
Nel 2014, Gillies è apparsa nel film horror Animal come Mandy e nel film Killing Daddy, nel ruolo di Callie Ross. Animal è stato girato nell'estate del 2013 a Manchester, nel Connecticut, ed è stato prodotto da Drew Barrymore. Il film presenta anche l'ex co-protagonista di Gillies, Keke Palmer, ed è stato rilasciato su iTunes il 17 giugno 2014.

### 2015-presente
Nel 2015, Gillies è stata scelta come Heather nel remake di Come ti rovino le vacanze. Il film è stato ampiamente distribuito il 29 luglio 2015. Successivamente è stata lanciata nella serie comica Sex & Drugs & Rock & Roll nel ruolo di Gigi, aspirante cantante e figlia di un'ex rock star di nome Johnny Rock, interpretato dal creatore dello show Denis Leary. Lo spettacolo è stato presentato in anteprima il 16 luglio 2015 con recensioni contrastanti, ma la performance di Gillies come Gigi è stata ben accolta. Lo spettacolo ha funzionato per due stagioni, con il finale della seconda stagione in onda il 1 settembre 2016. Il 9 settembre 2016, FX ha rifiutato di rinnovare lo spettacolo per una terza stagione, annullando effettivamente la serie.

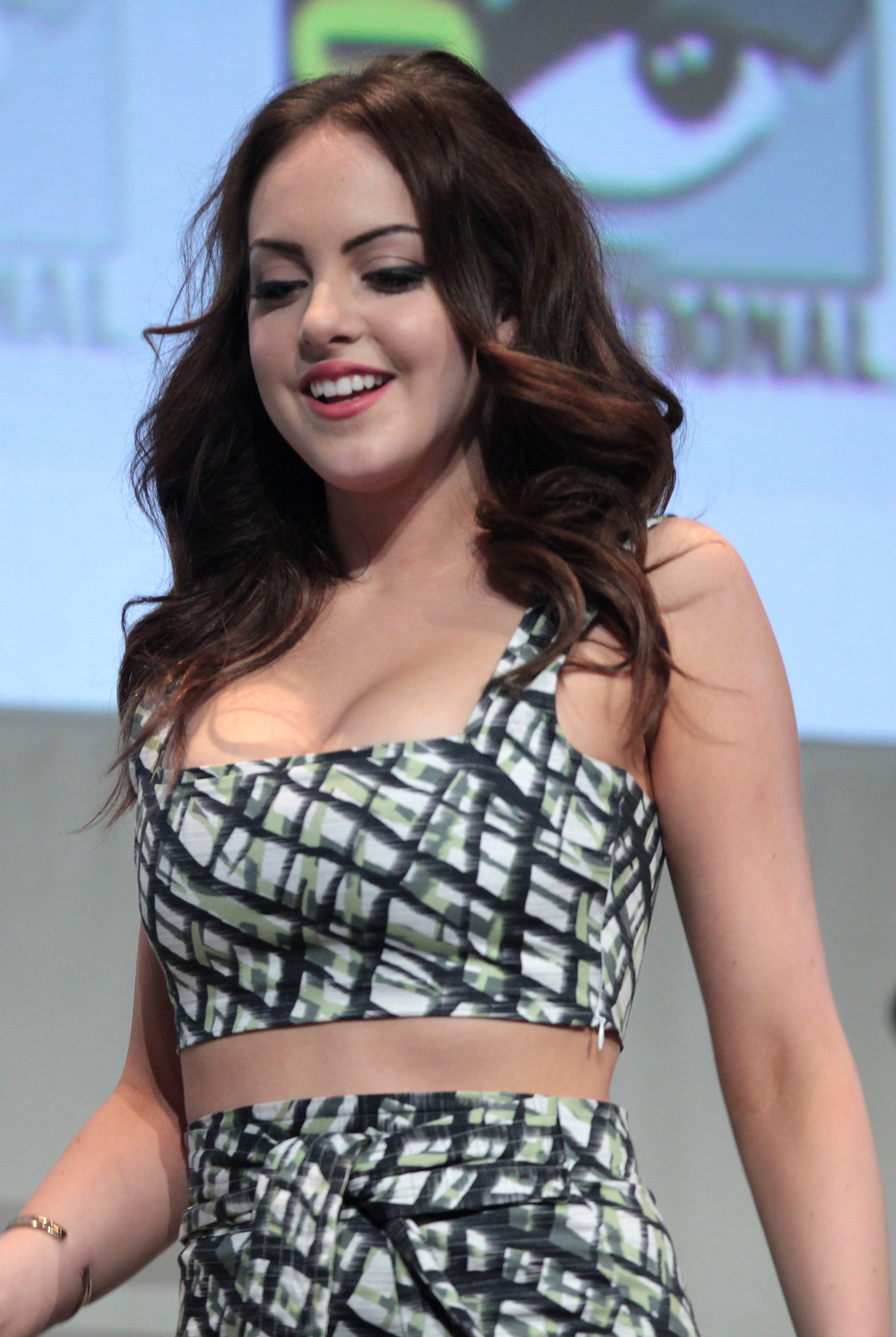
Elizabeth Gillies al ComicCon del 2015

Nel 2017, Gillies è stata scelta come Fallon Carrington nella serie televisiva The CW, Dynasty, un riavvio dell'omonima serie degli anni '80. Dopo che Nicollette Sheridan lasciò il ruolo della madre di Fallon, Alexis Carrington, verso la fine della seconda stagione, Gillies iniziò a interpretare il personaggio temporaneamente, oltre a continuare a interpretare Fallon.
Nel 2018 è apparsa nel video musicale di Thank U, Next di Ariana Grande.
Il 19 novembre 2019, si esibisce durante una tappa dello Sweetener World Tour della sua amica e co-star in Victorious Ariana Grande. Le due hanno cantato la canzone Give It Up, dalla serie in cui entrambe le attrici hanno recitato.
Nel 2020, pubblica il suo primo album in studio, Songs from Home, in collaborazione con Seth MacFarlane. L'album, contenente dodici brani, è stato pubblicato il 27 agosto.
Nel 2021, è stato annunciato che Gillies avrebbe doppiato il personaggio principale nel film di supereroi del 2022 Catwoman: Hunted.
Nel 2023, ha pubblicato il suo primo album di duetti contenente canzoni natalizie con Seth MacFarlane, intitolato We Wish You the Merriest.
Nel febbraio 2025, Gillies ha iniziato a recitare nel ruolo di Audrey nel revival Off-Broadway di Little Shop of Horrors.

## Discografia

### Album
- 2020 – Songs from Home (con Seth MacFarlane)
- 2023 – We Wish You The Merriest (con Seth MacFarlane)

### Colonne sonore
- 2011 – Victorious
- 2012 – Victorious 2.0
- 2012 – Victorious 3.0
- 2015 – Sex & Drugs & Rock & Roll (Songs of the FX Original Comedy Series)
- 2016 – Sex & Drugs & Rock & Roll (Songs of the FX Original Comedy Series) Season 2

### Singoli
- 2011 – Give It Up (con Ariana Grande)
- 2012 – You Don't Know Me
- 2012 – We Are Believix
- 2012 – Take a Hint (con Victoria Justice)
- 2013 – Santa Baby (con Ariana Grande)
- 2015 – Animal
- 2015 – New York 2015
- 2015 – Desire
- 2015 – Die Trying
- 2015 – Put It on Me (con Denis Leary)
- 2015 – What's My Name
- 2015 – Complicated
- 2016 – Bang Bang
- 2016 – Ain't No Valentine
- 2016 – Don't Break Me Too
- 2016 – Just Let Me Go
- 2016 – Raise a Hand
- 2016 – So Many Miles
- 2016 – Already in Love
- 2017 – My Buick, My Love and I (con Seth MacFarlane)
- 2020 – Ain't We Got Fun (con Seth MacFarlane)
- 2020 – It's a Good Day (con Seth MacFarlane)
- 2020 – Calcutta (con Seth MacFarlane)
- 2020 – Drinking Again (con Seth MacFarlane)
- 2021 – More Than Me
- 2022 – Have Yourself a Merry Little Christmas (con Eliza Bennett)
- 2023 – We Wish You The Merriest (con Seth MacFarlane)
- 2023 – Sleigh Ride (con Seth MacFarlane)
- 2024 – What You've Done (con Ferry Townes)
- 2024 – White Christmas (con Seth MacFarlane)
- 2024 - Tale of an Average Man (con Ferry Townes)

## Filmografia

### Cinema
- Harold, regia di T. Sean Shannon (2008)
- The Clique, regia di Michael Lembeck (2008)
- Animal - Il segreto della foresta (Animal), regia di Brett Simmons (2014)
- Come ti rovino le vacanze (Vacation), regia di Jonathan Goldstein (2015)
- Arizona, regia di Jonathan Watson (2018)

### Televisione
- The Black Donnellys – serie TV, episodi 1x01-1x02-1x08 (2007)
- Locker 514, regia di Jeffrey Nodelman – film TV (2007)
- The Battery's Down – serie TV, episodio 2x02 (2009)
- Victorious – serie TV, 56 episodi (2010-2013)
- IParty con Victorious (iParty with Victorious), regia di Steve Hoefer – film TV (2011)
- iCarly – serie TV, episodio 4x10 (2011)
- Big Time Rush – serie TV, episodio 2x27 (2011)
- White Collar – serie TV, episodio 3x12 (2012)
- Friend Me – serie TV, episodio 1x03 (2012)
- The Exes – serie TV, episodio 3x08 (2013)
- Il seme della follia (Killing Daddy), regia di Curtis Crawford – film TV (2014)
- Sam & Cat – serie TV, episodio 1x23 (2014)
- Sex & Drugs & Rock & Roll – serie TV, 20 episodi (2015-2016)
- Dynasty – serie TV, 108 episodi (2017-2022)
- The Orville – serie TV, episodio 3x03 (2022)

### Doppiatrice
- Daphne in Winx Club e Winx Club - Il segreto del regno perduto
- Lena Horne in American Dad!
- Cantante in I pinguini di Madagascar
- Sun Baby / Marie 'Slim' Brownin in Robot Chicken
- Paraná Sycamore in Benvenuti al Wayne
- Selina Kyle / Catwoman in Catwoman: braccata
- Alana in I Griffin

### Video musicali
- Freak the Freak Out di Victoria Justice
- Beggin' on Your Knees di Victoria Justice
- All I Want Is Everything di Victoria Justice
- Time of Our Life dei Big Time Rush
- Right There di Ariana Grande e Big Sean
- Thank U, Next di Ariana Grande
- Stuck with U di Ariana Grande e Justin Bieber

## Teatro
- 13 (2008-2009) – Lucy
- Jawbreaker: The Musical (2013) – Courtney
- Little Shop of Horrors (2025) – Audrey

## Tournée
Residency Show
- 2024/2025 – Café Carlyle

## Doppiatrici italiane
Nelle versioni in italiano delle opere in cui ha recitato, Elizabeth Gillies è stata doppiata da:
- Giuliana Atepi in Victorious, Sam & Cat, iCarly e Uno
- Veronica Puccio in White Collar
- Chiara Oliviero in Il seme della follia
- Sara Ferranti in Come ti rovino le vacanze
- Erica Necci in Dynasty
- Vanina Marini in Animal - Il segreto della foresta

Da doppiatrice è sostituita da:
- Connie Bismuto in Winx Club